# Il confessionale
Il confessionale és una pel·lícula pornogràfica italiana de l'any 1998 produïda per Mario Salieri. Va causar una gran polèmica per les seves contínues al·lusions a l'Església Catòlica i pel fet que el protagonista interpretés el paper de sacerdot.

## Argument
Explica les vivències d'un rector (Joe Calzone) destinat a una petita població propera a Reggio de Calàbria que aprofita el seu estatus social per a rebre favors sexuals. Si bé la pel·lícula està ambientada en aquesta regió del sud, la parròquia utilitzada per al rodatge va ser la de Gioia dei Marsi, a la província de L'Aquila, a la regió dels Abruços.
La pel·lícula s'inicia amb la veu en off del protagonista, narrant que ha tornat al poble on oficiava missa un any abans de ser excomunicat i exposa els motius que el van motivar a caure en la temptació i cometre certs pecats. Segons ell, el detonant va ser haver descobert in fraganti el doctor Giacomo Busieme practicant sexe amb una dona davant de la seva mare, una feligresa agònica a qui el rector li concedia l'extrema unció.